# Truman-doktrína

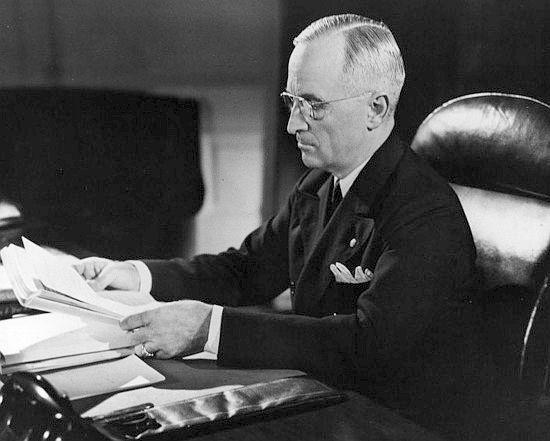
Harry S. Truman

A Truman-doktrína szerint az Egyesült Államok nem tűri el a második világháború után kialakult status quo erőszakos megváltoztatását, és gazdasági, illetve katonai segítségnyújtással beavatkozik azon országokban, ahol a kommunizmus térhódítása fenyeget.
Harry S. Truman amerikai elnök 1947. március 12-én, a kongresszushoz intézett beszédében hirdette meg az elvet a görög polgárháború idején. Truman elnök szerint, ha Görögország és Törökország nem kapja meg a szükséges segítséget,
akkor menthetetlenül kommunista uralom alá kerülnek, amely dominó-effektushoz, azaz a kommunizmus további terjedéséhez vezet a térségben. Truman 1947. május 22-én írta alá a Görögország és Törökország részére folyósítandó 400 millió dolláros katonai és gazdasági segélyről szóló törvényt.
A Truman-doktrína előkészítette a terepet a később meghirdetett Marshall-terv számára, ugyanakkor legfontosabb eleme, a „feltartóztatás” (containment) végül az amerikai hidegháborús politika egyik sarokkövévé vált, és meghatározó szerepe lett többek közt az Egyesült Államok koreai és vietnámi háborús politikájában.

## Lásd még
- Marshall-terv
- Monroe-elv
- Stimson-doktrína
- Nixon-doktrína

## Külső hivatkozások
- Szövetséges ellenfelek (Élet és Tudomány)
- Truman elnök beszédének teljes szövege (angolul)